# 沙托讷夫 (旺代省)
沙托讷夫（法語：Châteauneuf，法語發音：[ʃatonœf]，意为“新堡”）是法国卢瓦尔河地区大区旺代省的一个市镇，属于莱萨布勒多洛讷区。

## 地理
沙托讷夫（46°55'3"N, 1°54'38"W）面积15.92 平方千米，位于法国卢瓦尔河地区大区旺代省，该省份为法国西部沿海省份，北起大西洋卢瓦尔省和曼恩-卢瓦尔省，西临大西洋，南至滨海夏朗德省，东部及东南部与德塞夫勒省接壤。
与沙托讷夫接壤的市镇（或旧市镇、城区）包括：布瓦德瑟内、拉加尔纳什、萨莱尔泰讷、圣热尔韦。

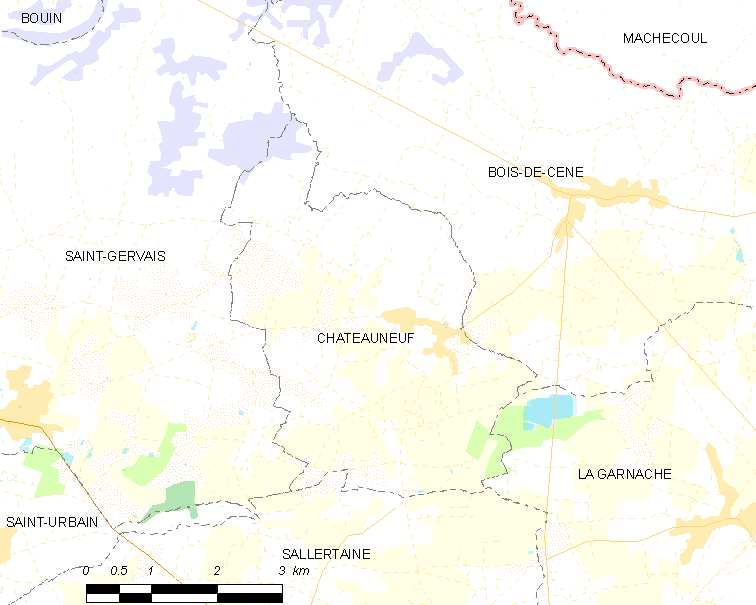
的OSM定位图

沙托讷夫的时区为UTC+01:00、UTC+02:00（夏令时）。

## 行政
沙托讷夫的邮政编码为85710，INSEE市镇编码为85062。

## 政治
沙托讷夫所属的省级选区为沙朗县。

## 人口

1962-2008年间人口变化图示

沙托讷夫于2022年1月1日时的人口数量为1144人。